# 1. A slovenska košarkarska liga
La 1. slovenska košarkarska liga conocida también como 1. SKL, o en la actualidad Liga Nova KBM  por motivos de patrocinio, es la máxima competición de baloncesto de Eslovenia. fue creada en 1991 cuando los clubes eslovenos abandonaron la Liga Yugoslava de Baloncesto, tras la desintegración de la antigua Yugoslavia. El campeón actual es el KK Cedevita Olimpija.

## Formato

### Liga Regular
La competición la disputan en la actualidad 10 equipos, los cuales, juegan una fase regular de todos contra todos, (quedando exento el Union Olimpija en esta fase por participar en Euroliga y el KK Krka Novo Mesto. Todos los equipos avanzan a la segunda fase dependiendo en que posición estén.

### Segunda fase
Los cuatro primeros equipos en la temporada regular juegan con el Union Olimpija y el KK Krka Novo Mesto la segunda fase. Todos los equipos empiezan esta fase desde cero, sin contar los partidos de liga regular. Cada equipo juega un total de 10 partidos, ida y vuelta. Los cuatro mejores equipos avanzan a semifinales, donde juegan los Play-Offs al mejor de tres partidos. Los ganadores de la semifinal juegan la final al mejor de cinco partidos,y el ganador es coronado campeón de liga.

### Playouts
Los seis últimos equipos, juegan todos contra todos, a ida y vuelta, contando en este caso los resultados de liga regular. Al terminar esta fase el último clasificado baja directamente a la 2SKL, que a la vez es reemplazado por el campeón de la 2SKL. El penúltimo equipo clasificado juega una mini-liguilla a ida y vuelta con el segundo y tercer clasificado de la 2SKL. El ganador de esta mini-liguilla consigue una plaza para la 1. A SKL.

## Palmarés
| Temporada | Campeón                                                  | Subcampeón                                               | Serie                                                    |                                                          |                                                          |
| 1991-92   | Smelt Olimpija                                           | Optimizem Postojna                                       | 3–0                                                      |                                                          |                                                          |
| 1992-93   | Smelt Olimpija                                           | Slovenica Koper                                          | 3–1                                                      |                                                          |                                                          |
| 1993-94   | Smelt Olimpija                                           | Tam Bus Maribor                                          | 3–0                                                      |                                                          |                                                          |
| 1994-95   | Smelt Olimpija                                           | Kovinotehna Savinjska Polzela                            | 3–0                                                      |                                                          |                                                          |
| 1995-96   | Smelt Olimpija                                           | Interier Krško                                           | 3–1                                                      |                                                          |                                                          |
| 1996-97   | Smelt Olimpija                                           | Kovinotehna Savinjska Polzela                            | 3–0                                                      |                                                          |                                                          |
| 1997-98   | Union Olimpija                                           | Kovinotehna Savinjska Polzela                            | 3–0                                                      |                                                          |                                                          |
| 1998-99   | Union Olimpija                                           | Pivovarna Laško                                          | 3–0                                                      |                                                          |                                                          |
| 1999-00   | Krka Telekom                                             | Pivovarna Laško                                          | 3–1                                                      |                                                          |                                                          |
| 2000-01   | Union Olimpija                                           | Krka Telekom                                             | 3–0                                                      |                                                          |                                                          |
| 2001-02   | Union Olimpija                                           | Krka                                                     | 3–0                                                      |                                                          |                                                          |
| 2002-03   | Krka                                                     | Union Olimpija                                           | 3–2                                                      |                                                          |                                                          |
| 2003-04   | Union Olimpija                                           | Pivovarna Laško                                          | 3–0                                                      |                                                          |                                                          |
| 2004-05   | Union Olimpija                                           | Geoplin Slovan                                           | 3–2                                                      |                                                          |                                                          |
| 2005-06   | Union Olimpija                                           | Geoplin Slovan                                           | 3–2                                                      |                                                          |                                                          |
| 2006-07   | Helios Domžale                                           | Union Olimpija                                           | 3–2                                                      |                                                          |                                                          |
| 2007-08   | Union Olimpija                                           | Helios Domžale                                           | 3–1                                                      |                                                          |                                                          |
| 2008-09   | Union Olimpija                                           | Helios Domžale                                           | 3–0                                                      |                                                          |                                                          |
| 2009-10   | Krka                                                     | Union Olimpija                                           | 3–2                                                      |                                                          |                                                          |
| 2010-11   | Krka                                                     | Union Olimpija                                           | 3–2                                                      |                                                          |                                                          |
| 2011-12   | Krka                                                     | Union Olimpija                                           | 3–1                                                      |                                                          |                                                          |
| 2012-13   | Krka                                                     | Union Olimpija                                           | 3–1                                                      |                                                          |                                                          |
| 2013-14   | Krka                                                     | Union Olimpija                                           | 3–2                                                      |                                                          |                                                          |
| 2014-15   | KK Tajfun Šentjur                                        | KK Rogaška                                               | 3–1                                                      |                                                          |                                                          |
| 2015-16   | Helios Domžale                                           | Zlatorog Laško                                           | 3–1                                                      |                                                          |                                                          |
| 2016-17   | Union Olimpija                                           | KK Rogaška                                               | 3–1                                                      |                                                          |                                                          |
| 2017-18   | Union Olimpija                                           | KK Krka                                                  | 3–2                                                      |                                                          |                                                          |
| 2018-19   | KK Primorska                                             | Union Olimpija                                           | 3–0                                                      |                                                          |                                                          |
| 2019–20   | La temporada fue cancelada debido a la pandemia COVID-19 | La temporada fue cancelada debido a la pandemia COVID-19 | La temporada fue cancelada debido a la pandemia COVID-19 | La temporada fue cancelada debido a la pandemia COVID-19 | La temporada fue cancelada debido a la pandemia COVID-19 |
| 2020-21   | Cedevita Olimpija                                        | KK Krka                                                  | 3–0                                                      |                                                          |                                                          |
| 2021-22   | Cedevita Olimpija                                        | Helios Suns                                              | 3–0                                                      |                                                          |                                                          |
| 2022-23   | Cedevita Olimpija                                        | Helios Suns                                              | 3–1                                                      |                                                          |                                                          |
| 2023-24   | Cedevita Olimpija                                        | Helios Suns                                              | 3–0                                                      |                                                          |                                                          |
| 2024-25   | Cedevita Olimpija                                        | KK Krka                                                  | 3–1                                                      |                                                          |                                                          |

## Títulos por club
| Club                 | Títulos | Años Campeón | Finalista | Años Subcampeón                                |
| -------------------- | ------- | --- | --------- | ---------------------------------------------- |
| KK Union Olimpija    | 22      | 1992, 1993, 1994, 1995, 1996, 1997, 1998, 1999, 2001, 2002, 2004, 2005, 2006, 2008, 2009, 2017, 2018, 2021, 2022, 2023, 2024, 2025 | 8         | 2003, 2007, 2010, 2011, 2012, 2013, 2014, 2019 |
| Krka Novo Mesto      | 7       | 2000, 2003, 2010, 2011, 2012, 2013, 2014                                                                                           | 5         | 2001, 2002, 2018, 2021, 2025                   |
| KK Helios Domžale    | 2       | 2007, 2016 | 5         | 2008, 2009, 2022, 2023, 2024                   |
| KK Primorska         | 1       | 2019 | -         | -----                                          |
| KK Tajfun Šentjur    | 1       | 2015 | -         | -----                                          |
| KK Cedevita Olimpija | 1       | 2021 | -         | -----                                          |
| KD Hopsi Polzela     | -       | ----- | 3         | 1995, 1997, 1998                               |
| KK Pivovarna Laško   | -       | ----- | 3         | 1999, 2000, 2004                               |
| KK Rogaška           | -       | ----- | 2         | 2015, 2017                                     |
| Geoplin Slovan       | -       | ----- | 2         | 2005, 2006                                     |
| Optimizem Postojna   | -       | ----- | 1         | 1992                                           |
| Slovenica Koper      | -       | ----- | 1         | 1993                                           |
| Tam Bus Maribor      | -       | ----- | 1         | 1994                                           |
| Interier Krško       | -       | ----- | 1         | 1996                                           |